# Scarabaeus confusus
Scarabaeus confusus är en skalbaggsart som beskrevs av Müller 1942. Scarabaeus confusus ingår i släktet Scarabaeus och familjen bladhorningar. Inga underarter finns listade i Catalogue of Life.